# Dinanagar
Dinanagar (o Dina Nagar) è una città dell'India di 21.494 abitanti, situata nel distretto di Gurdaspur, nello stato federato del Punjab. In base al numero di abitanti la città rientra nella classe III (da 20.000 a 49.999 persone).

## Geografia fisica
La città è situata a 32° 8' 60 N e 75° 28' 0 E e ha un'altitudine di 257 m s.l.m..

## Società

### Evoluzione demografica
Al censimento del 2001 la popolazione di Dinanagar assommava a 21.494 persone, delle quali 11.279 maschi e 10.215 femmine. I bambini di età inferiore o uguale ai sei anni assommavano a 2.381, dei quali 1.322 maschi e 1.059 femmine. Infine, coloro che erano in grado di saper almeno leggere e scrivere erano 15.882, dei quali 8.813 maschi e 7.069 femmine.